# Nord contro Sud
Nord contro Sud (Nord contre Sud) è un romanzo storico epico pubblicato da Jules Verne nel 1887.
È incentrato sulle vite di un antischiavista proveniente dal Nord e un sudista filoschiavista che cerca di vendicarsi a tutti i costi del primo.
Venne tradotto in italiano nel 1889.

## Trama

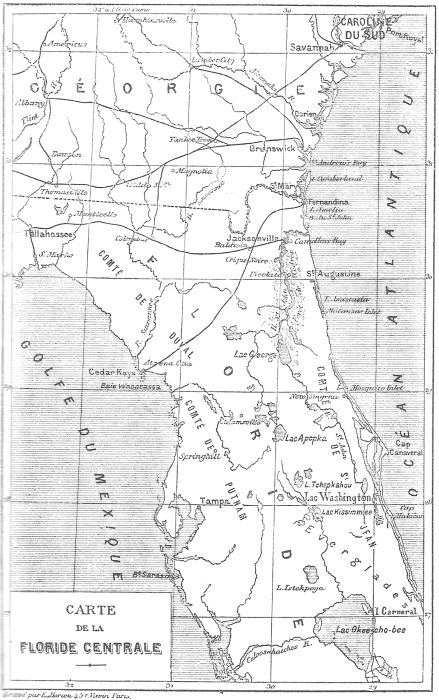
Mappa della regione in cui viene ambientata la storia.

La storia si svolge negli Stati Uniti durante l'anno 1862, vale a dire nel periodo della Guerra di secessione terminata con la resa del generale Lee davanti alle truppe nordiste del generale Grant tre anni dopo. Il teatro degli eventi è tra la Florida settentrionale, dove si trova la piantagione di "Camdless-Bay", e quella meridionale in cui c'è anche Everglades, regione paludosa subtropicale e di difficile navigabilità.
L'azione si svolge lungo il fiume San Giovanni (fiume che bagna il paese da nord a sud), ove la navigazione viene effettuata da grandi battelli a vapore muniti di ruota idraulica per i coloni più ricchi e navi a vela per quelli più poveri. James Burbank, proprietario di una piantagione è un uomo di 45 anni originario del Nord ma residente in uno stato del Sud dell'unione; egli utilizza manodopera nera nei suoi terreni, cercando però d'applicare principi d'umanità e uguaglianza delle razze, in anticipo sui tempi e in contraddizione con le idee dei piccoli proprietari bianchi della regione.
Burbank fa lavorare i neri in libertà, dopo averli affrancati in contestazione con i sostenitori della schiavitù, e per tale ragione viene considerato il loro peggior nemico, tra cui vi è anche il bandito Texar. Ad un certo punto Burbank viene accusato dai magistrati di Jacksonville di alto tradimento in quanto favorevole all'esercito nordista; d'altronde anche suo figlio Gilbert si trova ad esser arruolato con loro e combatte contro i secessionisti.
Viene pertanto compiuta una spedizione punitiva contro "Camdless-Bay", a capo della quale viene posto proprio Texar; qui tutti gli ex schiavi che vi si trovano vengono attaccati e barbaramente assassinati, sono infine saccheggiate e bruciate le loro abitazioni. Nonostante l'eroica difesa della famiglia di Burbank (assieme al fratello, al futuro cognato e alla fidanzata di Gilbert) tutto risulta vano.
Intanto l'armata unionista si sta sempre più avvicinando, e con essa anche Gilbert. Texar fa rapire la figlia più giovane di Burbank, in compagnia del fedele Zhermah, e portati in ostaggio all'interno delle paludi. Verso la fine sorge il dubbio se ci siano in realtà due persone che si spacciano per Texar; solo Zhermah pare conoscerne il segreto, Texar ha difatti un fratello gemello ed è questo fatto ad avergli garantito fino ad allora l'impunità.
Assieme ad altri soldati, Gilbert si mette alla ricerca dei rapiti.

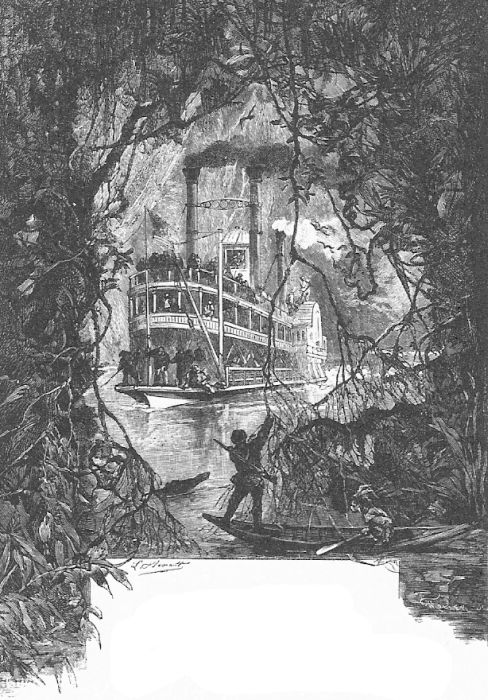
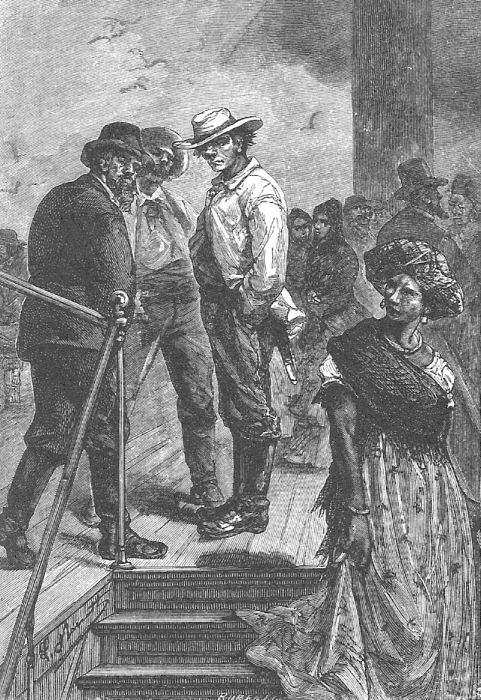
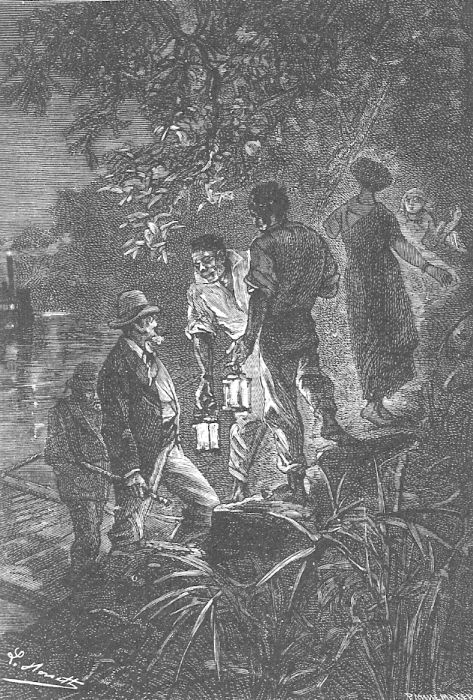
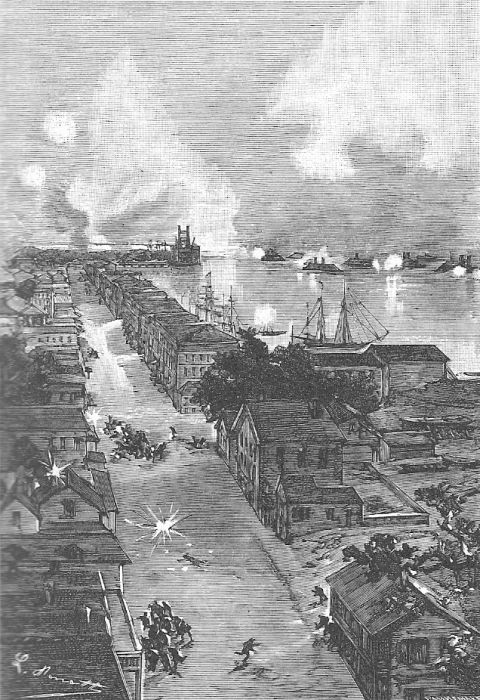
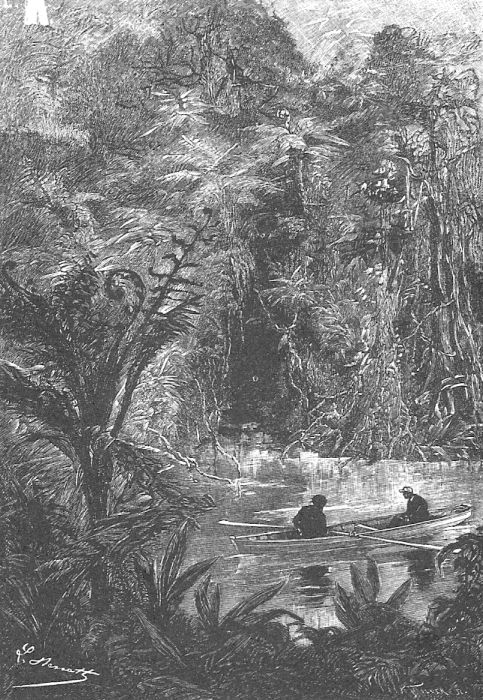
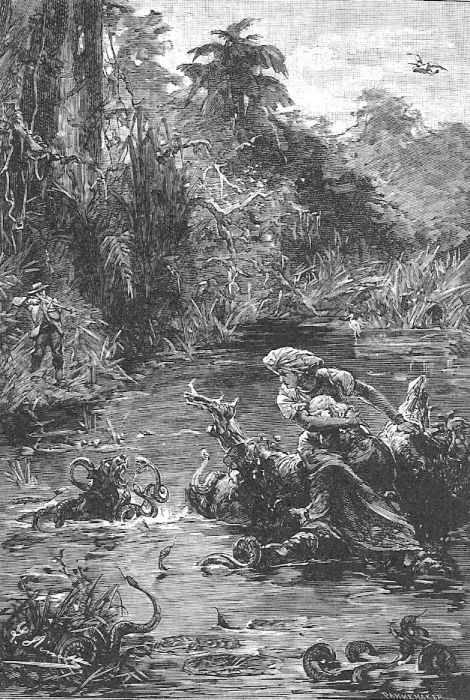

## Personaggi
James Burbank
46 anni. Colono e proprietario terriero, anti-schiavista espatriato dall'Unione. Subisce continue aggressioni da parte dei propri vicini, in quanto è un forte sostenitore della liberazione dei neri.
Texar
35 anni. Apparentemente un fuorilegge che opera illegalmente nel contrabbando di merci, ha il suo covo a "Crique-Noire". Un texano dedito al traffico degli schiavi, cova vecchi rancori nei confronti di James
Edward Carrol
cognato di James, un uomo forte e determinato che condivide le idee libertarie del congiunto. Responsabile della contabilità della piantagione.
Walter Stannard
padre di Alice. Vedovo amico di James, ha abbracciato la causa nordista.
Zhermah
31 anni. Schiava liberata da James, rifiuta però di andarsene al fine di rimanere a servizio del colono. Sposata con Mars.
Gilbert Burbank
24 anni. Figlio di James, si è arruolato sotto la bandiera unionista. Come riconoscimento del coraggio e valore dimostrato è stato nominato tenente; serve la flotta del commodoro Dupont ed è promesso sposo di Alice.
Mars
schiavo nero affrancato da James assieme alla moglie Zhermah e aiutante di Gilbert Burbank.
Alice Stannard
19 anni. Fidanzata di Gilbert, una ragazza molto bella e razionale. Ha perduto la madre ed è per metà di sangue francese.
Diana "Dy"
6 anni. Figlioletta di James.
Squambò
pellerossa di tribù Seminole servitore di Texar.